# クロルタリドン
クロルタリドン（英：Chlorthalidone）とは、サイアザイド系利尿薬のひとつ。高血圧、心不全などで内服薬として用いられる。商品名の代表はハイグロトン®（ノバルティス,販売中止のため日本では入手できない）

## 特徴
- クロルタリドンはヒドロクロロチアジドよりも、高血圧患者における心血管イベントの予防効果が高いと報告されている[1]。一方、これらに差は無いという報告もある。[2]
- クロルタリドンはヒドロクロロチアジドよりも、低ナトリウム血症による入院と低カリウム血症による入院が有意に多かったとの報告もある[3] 別の研究でもクロルタリドンの方が低カリウム血症の発症率が高かった(6.0% 対 4.4%，P＜0.001）[2]。

## エビデンス
- ALLHAT研究[4]にて、カルシウム拮抗剤、ACE阻害剤に劣らない効果を証明した。αブロッカーに対しては有意に良好であった。
- SHEP試験では、60歳以上の高血圧患者への試験終了後22年間の追跡が行われた。全死亡・心血管関連死亡ともクロルタリドン群で減少していた。SHEP試験期間中の4.5年間のサイアザイド系利尿薬治療による生存期間延長が示唆された[5]。

## 参照・引用
1. ↑  
Burnier M, et al. State-of-the-art treatment of hypertension: established and new drugs. Eur Heart J. 2014;35(9):557-562.
2. 1 2  Ishani A, and others. Chlorthalidone vs. Hydrochlorothiazide for Hypertension?Cardiovascular Events. N Engl J Med 2022; 387:2401-2410 DOI: 10.1056/NEJMoa2212270
3. ↑  Dhalla IA, et al. Chlorthalidone Versus Hydrochlorothiazide for the Treatment of Hypertension in Older Adults: A Population-Based Cohort Study. Ann Intern Med. 2013;158(6):447-455.
4. ↑  The ALLHAT Officers and Coordinators for the ALLHAT Collaborative Research Group：JAMA 288；2981-2997（2002）
5. ↑  Kostis JB et al.Association Between Chlorthalidone Treatment of Systolic Hypertension and Long-term Survival. JAMA. 2011; 306(23): 2588-2593.